# 山根源之
山根 源之（やまね げんゆき、1946年3月6日 - ）は、日本の歯科医師。歯学者。東京歯科大学オーラルメディシン・口腔外科学講座教授。東京歯科大学市川総合病院副病院長、歯科・口腔外科部長・口腔がんセンター長。日本歯科医学会理事、日本歯学系学会協議会副理事長、日本老年歯科医学会理事長、日本口腔診断学会理事長、日本口腔内科学会理事長。口腔粘膜疾患、口腔腫瘍の診断・治療に関する研究などで知られる。

## 経歴
1970年に東京歯科大学を卒業し、1974年に東京歯科大学大学院歯学研究科を修了後、同大学口腔外科学第１講座所属し、1996年にオーラルメディシン講座（2005年よりオーラルメディシン・口腔外科学講座）主任教授。
1974年　東京歯科大学より　歯学博士号を得る。論文の題は「抗癌物質の作用機序に関する電子顕微鏡的研究」。

## 著作
- 山根源之、外木守雄『小手術がうまくなる臨床のポイントQ&A』医歯薬出版〈歯界展望 別冊〉、2010年5月。
- 編著：山根源之 編『診断力てすと　第４集』デンタルダイヤモンド社、2008年4月。ISBN 978-4885101427。
- 編著：山根源之 編『チェアーサイドで活用する最新・口腔粘膜疾患の診かた』ヒョーロン・パブリッシャーズ〈日本歯科評論 増刊 2007〉、2007年10月。全国書誌番号:21317732。
- 編著：山根源之 編『歯科関係者に必要な介護の知識 ― 訪問診療をすすめるために』口腔保健協会、2006年5月。ISBN 9784896052190。
- 編著：藤澤盛一郎、山根源之 編『歯科初診患者の医療面接プロダクト －カルテの書き方』砂書房、2005年4月1日。ISBN 4-901894-29-3。
- 編:山﨑, 雙次、山本, 浩嗣、山根, 源之 編『歯科医のための皮膚科学』（第2版）医歯薬出版、2004年3月1日。ISBN 978-4-263-45571-5。
- 後藤實、笹原廣重、藤澤盛一郎、北條博一、山根源之 著、藤澤盛一郎 編『歯科学生のための医療面接とカルテ記載』砂書房、2002年3月31日。ISBN 4915818950。
- 山根源之 著「第2章口腔・顔面の疾患 5.腫瘍および類似疾患 総論・A.良性腫瘍」,「第3章顎・顎関節の疾患 2.損傷」、佐藤, 廣、白数, 力也; 又賀, 泉 ほか 編『口腔顎顔面疾患カラーアトラス』監修　道健一（第1版）、永末書店、京都府京都市、2000年11月26日、58-67,154-166頁。ISBN 4-8160-1099-8。
- 山根源之、外木守雄『抜歯がうまくなる 臨床のポイント１１０』医歯薬出版〈歯界展望 別冊〉、1999年11月30日。

## 所属団体
- 日本歯科医学会 理事[3]
- 日本歯学系学会協議会 副理事長[4]
- 日本口腔外科学会 理事(2004-)[5]指導医[6]
- 日本口腔科学会 理事[7]
- 日本口腔腫瘍学会 評議員[8]
- 日本顎顔面インプラント学会 評議員[9]
- 日本老年歯科医学会 理事長[10]・指導医[6]
- 日本口腔ケア学会 理事[11]
- 日本口腔診断学会 理事長[12]・指導医[6]
- 日本口腔内科学会 理事長[13]
- 日本有病者歯科医療学会 理事[14]
- 日本歯科心身医学会 理事[15]
- 日本歯科医学教育学会 評議員[16]
- 日本歯科医療福祉学会 評議員[17]
- 日本歯科人間ドック学会 副会長[18]・指導医[19]
- 抗加齢歯科医学研究会 世話人 [20]
- 日本がん治療認定医機構 暫定教育医(歯科口腔外科)[21]
- 日本臨床腫瘍学会 暫定指導医[6]
- 日本老年医学会 代議員[22]